# Ле-Ке
Ле-Ке (фр. Les Cayes, гаит. креол. Okay) — город на юго-западе Гаити, на территории Южного департамента.

## Географическое положение
Абсолютная высота — 0 метров над уровнем моря.

## Население
По данным на 2013 год численность населения составляет 51 637 человек.
Динамика численности населения города по годам:
| 1971   | 1982   | 1990   | 1995   | 1997   | 2003   | 2013   |
| ------ | ------ | ------ | ------ | ------ | ------ | ------ |
| 22 296 | 37 550 | 39 892 | 46 075 | 48 838 | 48 095 | 51 637 |

## Экономика
Ле-Ке — один из крупнейших портов страны; экспортируемая через порт продукция представлена преимущественно сахарным тростником и кофе. Крупнейший поставщик ветивера — растения, эфирное масло которого используется в парфюмерной промышленности. Через порт экспортируются также такие товары как бананы и древесина.
Благодаря местным пляжам в Ле-Ке зарождается туристическая отрасль.

## Транспорт
В Ле-Ке находится аэропорт Антуан-Симон — 4-й по пассажирообороту на Гаити.

## Известные уроженцы
- Джон Джеймс Одюбон — американский натуралист, орнитолог и художник-анималист
- Росни Смарт,  гаитянский политический и государственный деятель, премьер-министр Гаити (1996—1997).